# Pancarta

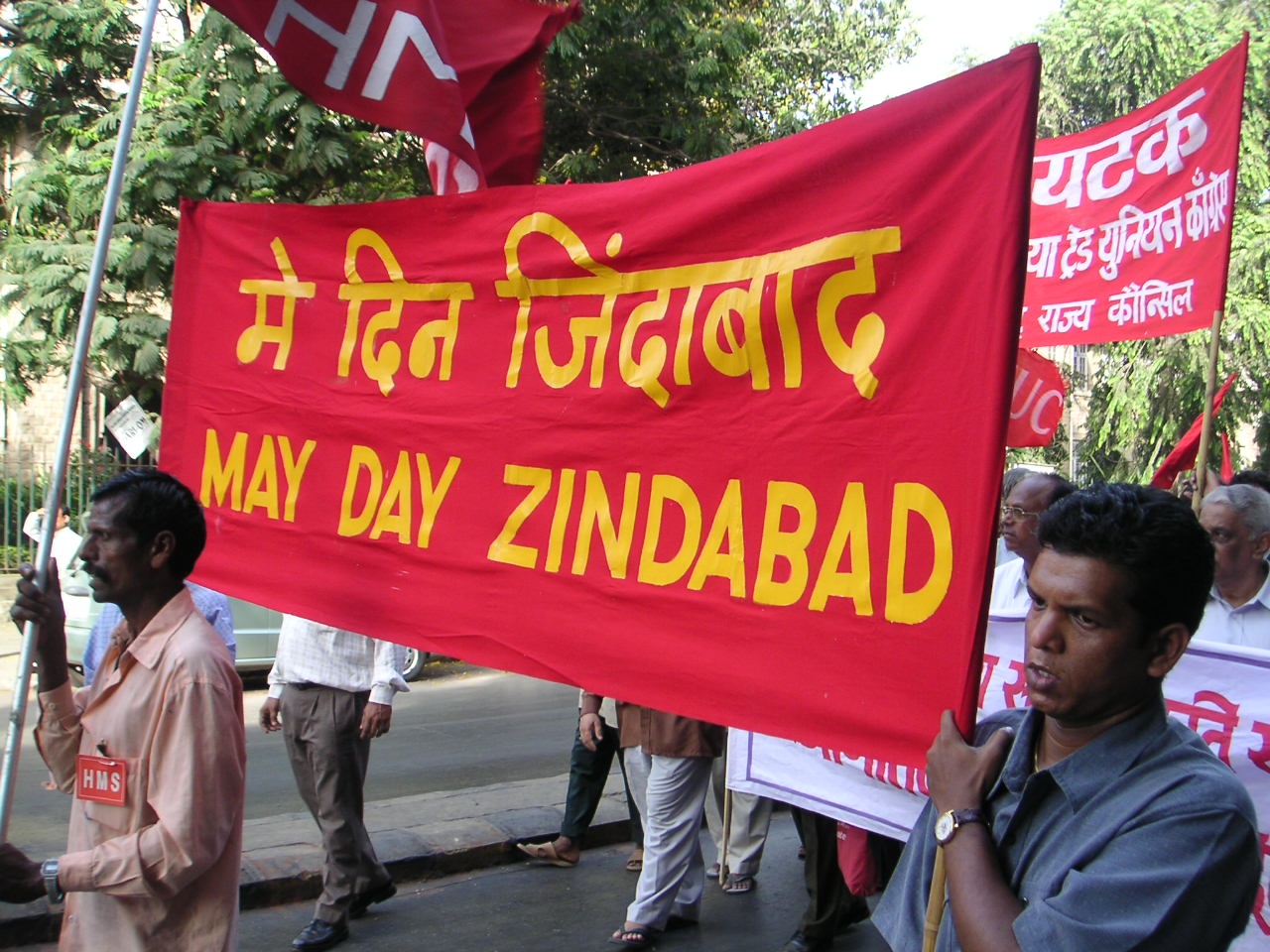
Manifestantes llevando pancartas.

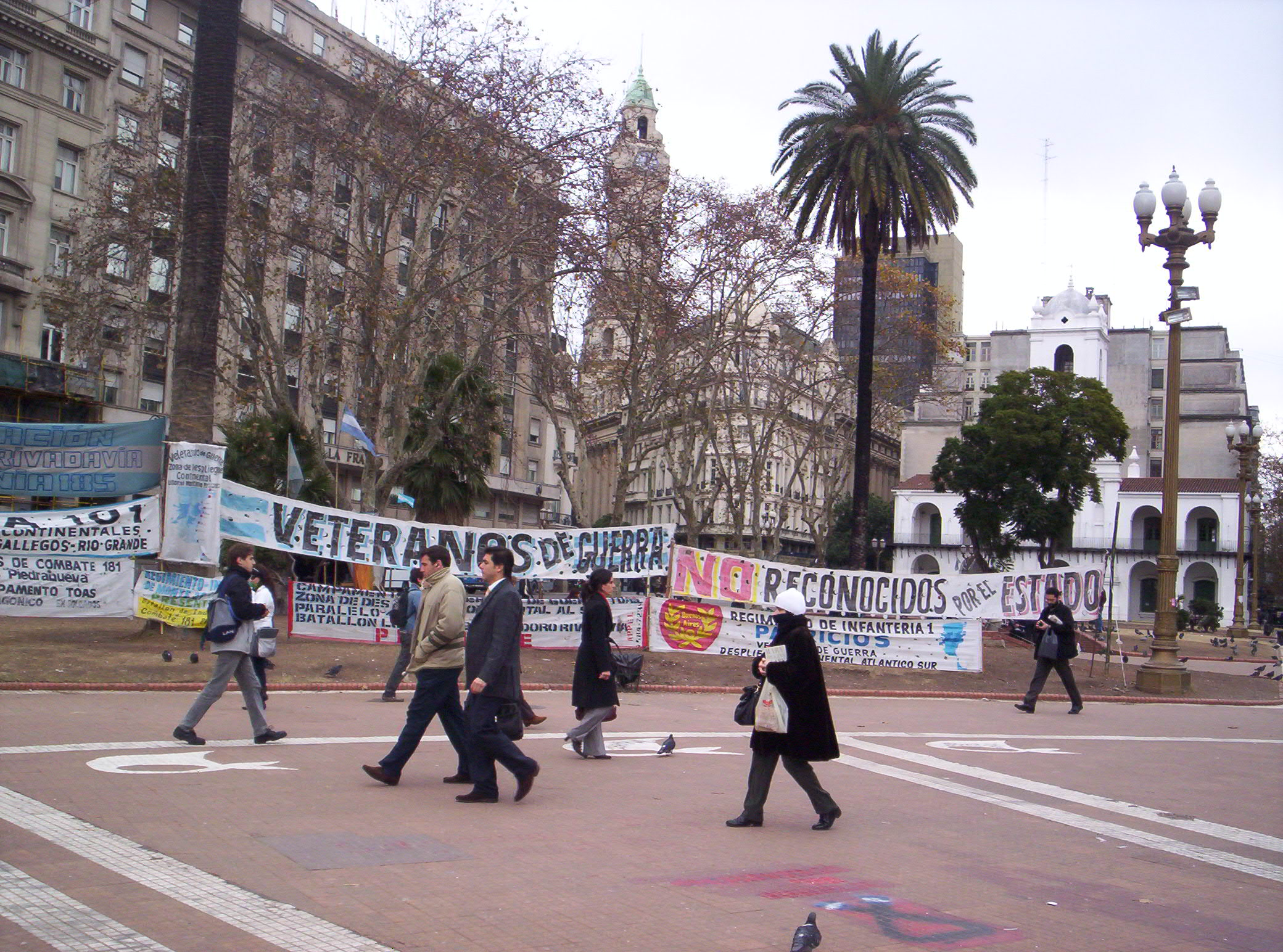
Pancartas en la Plaza de Mayo.

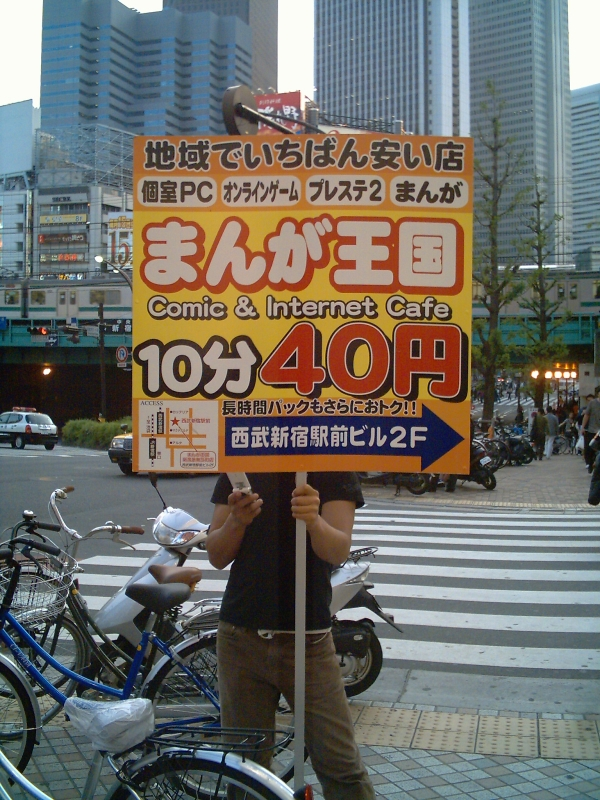
Una pancarta en Japón.

Una pancarta (a veces también llamada pasacalles) es un cartel informativo o propagandístico confeccionado normalmente en tela, plástico u otro material en horizontal o vertical, que lleva escritos o impresos determinados mensajes, generalmente reivindicativos.

## Definiciones
Una pancarta es simplemente la inscripción de un mensaje o reivindicación en un trozo de tela, plástico u otro material, normalmente en un tamaño suficiente para que se visualice a cierta distancia. 
Hay algunas similitudes físicas entre pancartas y banderolas en Internet, y también hay importantes elementos que son completamente diferentes. Lo que requiere una pancarta depende en última instancia de las necesidades del consumidor. 
La palabra banner tiene varios significados y connotaciones según el contexto de la discusión. Una pancarta se puede ver en un mitin político o un condado justo. Pancarta se usan en desfiles, bodas y las celebraciones del aniversario. Las pancarta se utilizan en los lugares de construcción donde dicen este es el constructor y lo que se utilizará en el edificio. Ellos se ven a menudo en los acontecimientos deportivos de todo tipo. Las marchas de protesta siempre llevan pancartas detallando su protesta. Incluso se han visto en los funerales, que es un "uso - tramo", que no viene fácilmente a la mente. 
Una pancarta puede ser creada a mano, por máquina o en un equipo. Un saludo puede tener un color y de todo el texto. Puede ser en multicolores con imágenes y diversos tamaños de fuentes de texto. Esto es lo que se refiera a una persona física como a la pancarta. Una pancarta de este tipo suele ser colgado en un lugar visible, como la parte de atrás de un stand en una feria o en la parte lateral de un edificio. La construcción de esa bandera es típicamente de vinilo con drenajes timpánicos. 
Una variación que vemos de estas pancartas es la publicación de anuncios en los laterales de los buses. Están hechas de una manera similar que la feria se crean pancartas. Salvo en este caso, están impresas en vinilo con un pegajoso atrás. El saludo es entonces adjunto al lado de un autobús. Esta luz es portadora de madera o de metal que permite que la copia de vinilo pegajoso se adjunte. El transportista se resbaló en un marco de créditos para este tipo de pantalla. El marco es permanente en el autobús. 
Una versión similar de la pancarta es el bus de las señales que uno ve en la parte superior de los taxis y los vehículos de reparto; tales signos no son considerados como estándar de las pancartas, pero están hechas de la misma manera y se muestran de lectura pública. Están impresos sobre la señal de material de aluminio duro o estireno.
Pancarta en Internet se refieren a los que hacen clic en anuncios específicos visto en la empresa de sitios Web o páginas Web de destino. Estas pancartas pueden ser estáticas o que un mensaje que cambie cada pocos segundos. El cambio de mensaje es simple de hacer ya que el texto es solamente parte de un ciclo que tiene un intervalo de tiempo. Esto es muy común en los sitios Web de destino. Si el espectador hace clic en uno de estos estandartes de Internet, el espectador es llevado al sitio Web del anunciante. Estos anuncios están en el peldaño superior de los gastos de publicidad de Internet. La mayoría de los destinos sitios Web limitan el número de anuncios de pancarta que se mostrarán en la página de inicio. Este límite es una de las razones de un destino Web pueden cobrar lo que hacen por un anuncio de pancarta. 
Una mayor investigación de los diferentes tipos de pancarta se verá en el siguiente puesto de subgrupos de pancarta.

## Confección y exposición de las pancartas
Las pancartas de protesta son portadas, mediante palos atados o pegados a la tela o plástico, por los manifestantes en el curso de las manifestaciones, estando la más grande típicamente al frente de la misma en donde es portada por los participantes más ilustres. También pueden ser fijadas a las paredes o entre los árboles u otros objetos inmóviles para que sean leídas por cualquier persona que pase cerca.
Como forma de arte, la bandera de la protesta puede tener un diseño elaborado o apenas consistir en un lema rociado con spray en un pedazo de lona, de tela o de cartulina. Es habitual el uso de letras autoadhesivas que se fijan sobre el soporte.

## Materiales
Pueden hacerse de los materiales más variados, como:
- Cartoncillo
- Cartón pluma
- Lona
- Tela